# Єршов Михайло Іванович
Єршо́в Миха́йло Іва́нович (нар. 10 грудня 1924, Камкіне — 29 вересня 2004, Санкт-Петербург) — радянський кінорежисер і сценарист. Заслужений діяч мистецтв РРФСР (1965). Народний артист РРФСР (1977).

## Життєпис
Народився в селі Камкіне Барятінського району Смоленської губернії (нині Калузька область).
З 1958 року, після закінчення режисерського факультету ВДІКу (майстерня Сергія Юткевича), режисер кіностудії «Ленфільм».
Режисер належав до «фронтовиків» і у своїх фільмах масово розвивав тему подій Другої світової війни і участі у ній Радянського Союзу.

## Фільмографія
Режисер-постановник:
- Під стукіт коліс (1959)
- Ліберал (1959, короткометражний фільм; автор сценарію)
- Люблю тебе, життя! (1960)
- Після весілля (1962)
- Рідна кров (1963)
- Перша Бастилія (1965)
- Попутного вітру, «Синій птах» (1967)
- На шляху в Берлін (1969)
- Господар (1970)
- Африканич (1970)
- Блокада: Лужський кордон, Пулківський меридіан (1974)
- Дожити до світанку (1975)
- Блокада: Ленінградський метроном. Операція «Іскра» (1977)
- Десант на Орінгу (1979)
- У старих ритмах (1982)
- Челюскінці (1984)
- Шукаю друга життя (1987)

## Нагороди і звання
- 1965 — Заслужений діяч мистецтв РРФСР
- 1977 — Народний артист РРФСР
- 1980 — Лауреат Державної премії РРФСР імені братів Васильових